# Piranhas
Piranhas este un oraș în statul Alagoas (AL) din Brazilia.